# Blandford (cheval)
Blandford (1919-1935) est un cheval Pur-sang de course élevé en Irlande, plus connu pour avoir été Tête de liste des étalons en Angleterre et en Irlande. Blandford a engendré onze vainqueurs de la British Classic Race, dont quatre qui ont remporté le Derby d'Epsom. Il était tête de liste des étalons en France et en Angleterre la même année.
Il a été élevé par le Irish National Stud à Tully. Blandford a eu une pneumonie poulain et n'était pas prêt pour la vente anticipée, mais a ensuite été proposé à la vente de Newmarket en décembre, où il a été vendu pour 720 guinées à MM. RC et SC Dawson.

## Carrière en course
Formé par son copropriétaire Dick Dawson, Blandford n'a couru que quatre fois dans sa carrière. À l'âge de deux ans, il a terminé deuxième des Windsor Castle Stakes à l'hippodrome d'Ascot et à trois ans, il a remporté les Princess of Wales's Stakes. De mauvais membres antérieurs, hérités de son grand-père, John O'Gaunt, ont limité la carrière de Blandford à quatre départs.

## Description
Sa robe est bai foncé.

## Reproduction
Lorsqu'il a été mis à la retraite au haras, il était initialement proposé à 149 £ la sailie, prix qui a ensuite été porté à 400 guinées. En 1924, sa progéniture a gagné 70 510 £.
Selon Thoroughbred Heritage, au haras, Blandford s'est avéré être l'un des grands pères du Pur-sang de plat anglais. Parmi ses descendants se trouvent :
| Poulain | Nom         | Sexe   | Principales victoires / faits notables                               |
| ------- | ----------- | ------ | -------------------------------------------------------------------- |
| 1926    | Trigo       | Étalon | Derby d'Epsom (1929), St Leger Stakes (1929), Irish St. Leger (1929) |
| 1927    | Blenheim    | Étalon | Epsom Derby (1930), Tête de liste des étalons américains (1941)      |
| 1929    | Udaipur     | jument | Epsom Oaks                                                           |
| 1931    | Brantôme    | Étalon | Prix de l'Arc de Triomphe (1934)                                     |
| 1931    | Campanule   | jument | 1000 guinées Stakes                                                  |
| 1931    | Windsor Lad | Étalon | Derby d'Epsom (1934), St Leger Stakes (1934), Coronation Cup (1935)  |
| 1932    | Bahram      | Étalon | Triple couronne anglaise (1935)                                      |
| 1935    | Pasch       | Étalon | 2000 guinées stakes                                                  |
|         | Harienero   | Étalon |                                                                      |
|         | Midstream   | Étalon | Tête de liste des étalons en Australie                               |

Blandford se reproduisait toujours avec succès aux écuries Whatcombe à Wantage, dans l'Oxfordshire, lorsqu'il mourut subitement le 24 avril 1935 à l'âge de seize ans. Il est enterré dans le cimetière équin de Whatcombe. Blandford a engendré les vainqueurs de 308 courses en Angleterre, pour une valeur de 327 840 £ en Angleterre, ainsi que des vainqueurs dans d'autres pays.